# Estación La Pampa
La Pampa (también denominada por algunas fuentes simplemente como Pampa) fue una estación de ferrocarril que se hallaba dentro de la comuna de La Serena, en la Región de Coquimbo de Chile. Fue parte del Longitudinal Norte y actualmente se encuentra inactiva, aun cuando las vías siguen siendo utilizadas para el transporte de carga por parte de Ferronor y la Compañía Minera del Pacífico.

## Historia
No existe certeza sobre la fecha exacta de apertura de la estación, sin embargo la vía sobre la cual se sitúa es la misma que era utilizada por el ferrocarril que unía Coquimbo con La Serena y que fue inaugurada el 21 de abril de 1862. Enrique Espinoza no consigna la estación en 1897, sin embargo ya en 1910 José Olayo López y en 1916 Santiago Marín Vicuña la incluyen en sus listados de estaciones ferroviarias.
Unos 1200 metros al sur de la estación se encontraba un puente, también denominado La Pampa, que tenía una longitud de 22 metros.
La estación se encontraba a 4,7 metros de altura sobre el nivel del mar. La estación La Pampa habría dejado de prestar servicios antes de los años 1950, ya que mapas de 1958 no consignan la existencia de dicha estación.